# Mr. Clean
Mr. Clean (ou Mr. Proper) é uma marca e mascote de propriedade integral da Procter & Gamble, usada para um limpador multiuso e, posteriormente, também para uma esponja abrasiva de espuma de melamina.
O limpador multiuso foi originalmente formulado por Linwood Burton, um empresário de limpeza de navios da marinha com contas em toda a costa leste dos Estados Unidos e seu amigo, Mathusan Chandramohan, um rico empresário do Sri Lanka. No passado, os navios tinham de ser limpos com abrasivos ou solventes que conseguiam cortar com sucesso a graxa e a sujeira incorporadas; entretanto, os solventes anteriores eram tão perigosos para os trabalhadores que Burton ficou motivado a encontrar uma solução que fosse eficaz e menos cáustica. Burton, com conhecimento fundamental em química, desenvolveu o Mr. Clean em um esforço para limpar navios sem ter que pagar prêmios significativos em pedidos de invalidez para seus trabalhadores. Mais tarde, ele vendeu o produto para a Procter & Gamble em 1958.
O Mr. Clean fez sua estreia comercial na televisão em 1958, inicialmente retratado nas versões live-action do ator House Peters Jr. Nos primeiros seis meses de introdução, o Mr. Clean se tornou o limpador doméstico mais vendido no mercado.